# Segundo libro de Palmerín de Oliva
El Segundo libro de Palmerín de Oliva es un libro de caballerías italiano, obra de Mambrino Roseo. Pertenece al llamado ciclo de los Palmerines y es continuación del libro de caballerías español Palmerín de Oliva, impreso por primera vez en Salamanca en 1511, que fue publicado en español en Venecia en 1526. Roseo tradujo al italiano el Palmerín de Oliva; la traducción fue impresa en 1544 en Venecia por Michele Tramezzino.  
La obra fue publicada en Venecia en 1560, en la imprenta de Michele Tramezzino, con el título de Il Secondo libro di Palmerino di Oliua imperadore di Costantinopoli, nuouamente ritrouato nelle historie greche, & tradotto nella lingua italiana, & aggiunto al primo libro. La acción del libro se intercala entre el Palmerín de Oliva y su continuación española Primaleón. Este último fue publicado en español en Venecia en 1534 y el mismo Roseo lo tradujo al italiano; la traducción fue publicada en Venecia en 1548, en la imprenta de Tramezzino.

## Contenido
La tabla de capítulos de la obra es la siguiente:
Motu proprio del papa Paulo III.
Dedicatoria de Michele Tramezzino al ilustre señor Germanico Savorgano.
1.- Cómo el soldán Olorique vino de nuevo a Constantinopla a visitar a Alchidiana y al emperador Palmerín, y el gran honor que le fue aparejado.
2.- Cómo la maga Riolda apareció en el carro encantado, y cómo refirió al emperador Palmerín y a todo aquel regio cortejo la aventura del reencontrado Castillo Maravilloso, y como aquellos príncipes decidieron irse con esta dueña.
3.- Cómo el emperador con su gran corte y noble compañía de reinas, infantas y doncellas, y príncipes y caballeros siguieron su camino hacia el reencontrado Castillo Maravilloso, y cómo después de haberlo mirado con asombro se aprestaron todos a probarse en la aventura de abrirlo.
4.- Cómo el emperador Palmerín abrió con la llave la puerta del Castillo Maravilloso, y cómo al entrar en el palacio de la maga se hizo otra placentera prueba.
5.- Cómo fue abierta la puerta del palacio encantado por las infantas Policía y Melisa, y las maravillosas cosas que vieron todos, y cómo el emperador Palmerín luchó con el caballero encantado y lo venció.
6.- Cómo habiendo el emperador deshecho el encantamiento del caballero encantado volvieron en su ser a los caballeros, e igualmente las dueñas y doncellas, y de las maravillosas cosas que vieron en aquella sala, y cómo el emperador enseguida se aprestó a la aventura de entrar en la otra sala encantada.
7.- De lo que sucedió al emperador Palmerín al dar fin y remate a la aventura del palacio reencontrado, y de la gran batalla que hubo con el monstruo encantado .
8.- Cómo no queriendo la emperatriz consentir que el emperador Palmerín entrara en la cámara del fuego, vio en ella algo que la persuadió para entrar, y ella entró con él allí, y lo que les acaeció.
9.- Cómo, subyugados los dos unicornios se dio fin a la aventura del tesoro, y cómo vieron cosas maravillosas en la sala encantada, y cómo comenzaron las doncellas a probar la aventura de la corona.
10.- Cómo, acabada la aventura de las coronas de las mujeres, se concluyó la de los caballeros, y cómo el emperador Palmerín entró en la cámara del tesoro y las riquezas que allí encontró y obtuvo.
11.- Cómo la doncella Iralda interpretó el libro encontrado en la gran arca de la sala del tesoro y cómo después de haber estado allí a placer algunos días esta noble compañía regresaron todos a la ciudad de Constantinopla donde fue llevado el maravilloso tesoro.
12.- De lo que en el camino sucedió a esta honorable compañía al ser atacada por algunos fieros animales en un desierto, y muchas otras cosas que por el camino le ocurrieron.
13.- De lo que hicieron las cuatro ninfas del bosque y las bellas doncellas cuando se partieron de ellas, y de lo que Alchidiana relató a aquellos príncipes y reinas lo que había sucedido con ellas.
14.- Cómo hubieron maravillosos placeres en el nuevo castillo de la Antigua Memoria, y cómo se partieron el emperador Palmerín y los otros reyes y grandes princesas, y lo que avino en su partida.
15.- De la bella justa que hubo entre el caballero del paso y aquellos caballeros y grandes príncipes griegos, y cómo derribó a todos junto con el emperador, y cómo ganadas todas aquellas damas con gran disgusto de todo el mundo, el caballero del paso dio el premio de la justa a los caballeros y se reveló quién era.
16.- Cómo el emperador retornó a Constantinopla con toda aquella compañía y Muzabelín se bautizó solemnemente, y de las palabras que dijo al emperador al partir, y de lo que fue de él cuando se llevó consigo a Iriolda ya bautizada.
17.- De lo que se hizo en la corte del emperador Palmerín después de la partida de Muzabelín, y de cómo al su partir el pájaro encantado mostró un semblante muy pesaroso, y de lo que avino al soldán Olorique y a Alchidiana partidos de Constantinopla.
18.- De la gran batalla que tuvieron Olorique y los caballeros griegos con el gigante Membrón y sus caballeros, y como en ella fue preso el soldán malamente ferido con la mayor parte de los suyos, y con Alchidiana y sus doncellas, y fueron todos los otros desbaratados y muertos.
19.- Cómo la maga Cleta con un encanto maravilloso tomó presas a la emperatriz Polinarda y a Armida, reina de Hungría, y del gran lamento que por su pérdida hicieron sus maridos e hijos y toda la corte.
20.- Del gran dolor que hubo en la corte del emperador Palmerín por la pérdida de la emperatriz y la reina de Hungría, y de cómo el emperador y el rey Frisol se pusieron en camino para ir a la ínsula de Malfado para encontrar a Muzabelín.
21.- De lo que le sucedió a estos dos grandes príncipes en su navegación, y de cómo arribaron por ventura en la ínsula Salvaje, y de la gran batalla que hubieron con los salvajes, de cuyas manos rescataron a dos caballeros.
22.- De cómo los caballeros armenios dieron cuenta de sus nombres y de su  desventura al emperador y al rey Frisol, por las armas que llevaban, y cómo siguiendo su viaje salvaron al duque del Ponto y a Laurena su mujer del poder de los turcos.
23.- De la batalla que el emperador Palmerín y sus tres compañeros tuvieron con las fustas de los corsarios moros, y de cómo salieron los cuatro vencedores y liberaron a Laureola y al que de Ponto con todos los suyos, que eran presos de los moros.
24.- De cómo el emperador Palmerín con su compañía llegó a la ínsula del Dragón, y después fue llevado por el viento a la ínsula Cruel, y tuvo batalla con el gigante Membrón y lo venció.
25.- De cómo todos permanecieron ocho días con gran placer en esa ínsula, y cómo después se partieron y fueron llevados por el viento a la ínsula Cruel y cómo fue concertada la batalla entre el emperador y el gigante Membrón
26.- Cómo el emperador Palmerín encontró al soldán Olorique y a Alchidiana en las prisiones de la ínsula Cruel, y hecho cristiano el gigante con todos los suyos, ambos fueron liberados con sus caballeros.
27.- La gran fiesta que el soldán y Laurena se hicieron y la excesiva alegría que hubo, al oír que estaba allí el emperador Palmerín, y cómo reconocidos por él y enterado el gigante de quienes eran ambos, Olorique fue liberado con Alchidiana y los suyos, y el gigante se hizo cristiano.
28.- De cómo el gigante Membrón se bautizó con toda su familia y vasallos, y cómo los dos caballeros italianos desposaron a sus hijas, a uno de los cuales dio en dote la ínsula Sorriana y al otro la ínsula del Dragón.
29.- De cómo Palmerín y su compañía fueron llevados por un ferocísimo viento a las cercanías de la ínsula de Malfado, y de cómo encontraron a Muzabelín, y de la gran fiesta que hicieron juntos, y cómo fueron juntos a alojarse en la ínsula de Malfato.
30.- De las grandes fiestas que se hicieron en la ínsula de Malfado por la llegada del emperador y de los otros príncipes, y de cómo Muzabelín después de muchos deleites dados a todos dio cuenta de la prisión de la emperatriz y de la reina Armida, y de las cosas que profetizó a todos
31.- De cómo el emperador Palmerín con los soldanes y quinientos caballeros que trajeron de la ínsula de Dulaco se metieron en la mar y llegaron a un puerto del reino de Nicanor y de lo que les avino.
32.- De la gran fiesta que se hicieron los dos amados cormanos, y del honroso recibimiento hecho al emperador y al rey Frisol y los demás, y de los enemigos hubieron de tener noticia del socorro y de lo que el emperador determinó de hacer por la mañana.
33.- De la batalla y sangriento asalto que el emperador Palmerín dio al campo enemigo por dos lados y el gran espanto en que les puso y cómo se dio orden para los otros asaltos.
34.- De la fiesta que al emperador, al rey y al soldán fue hecha por la reina, Alchidiana y otras damas, y cómo se atendió a curar a los heridos, y del pavor que hubo en el campo enemigo, y de los amores de uno de los caballeros armenios con la reina.
35.- De cómo el caballero Fileno salió por la noche para tomar el castillo de Montebruno y de los hechos que hizo y de la victoria que  hubo.
36.- De la alegría que hizo la reina por la toma del castillo de Montebruno, y de cómo Archilago, con el poderoso socorro que llegó, emprendió el asalto al castillo del Dragón, y de lo que sucedió.
37.- De la gran batalla que Fileno tuvo con el gigante Badoco, y cómo lo mató y rompió a los suyos y cortada su cabeza al retirarse victorioso la mandó a la reina al castillo del Dragón.
38.- De cómo Fileno ganó muchas tierras en el reino de Nicanor, y cómo supo la reina dlo que había hecho y que había matado al gigante Badoco, y de la alegría que por ello hizo y de cómo crecióle el amor por él.
39.- De las noticias que tuvieron el emperador y la reina de Nicanor de las otras empresas acabadas por Fileno, y de las alegrías que por ello se hicieron, y de la orden que se dio en el hecho de la guerra del emperador con el consejo del rey y del soldán Olorique.
40.- De cómo el emperador por un lado y Fileno por otro asaltaron el campo de Salardo, al cual derrotaron y pusieron en fuga, y cómo sin tardanza se dirigieron al real de Archilago, y de lo que les sucedió.
41.- De la grande alegría que se hizo en el castillo por la victoria, y de cómo se resolvió ir a atacar a Archilago que se había dirigido a la ciudad de Savana y de cómo esos príncipes llevaron consigo a la reina Licinia y la metieron en la ciudad.
42.- De cómo al siguiente día Fileno mostró a la reina Licinia un espejo que llevaba, y de las razones que entre ellos pasaron y de cómo entraron en la ciudad de Savana.
43.- Del socorro que llegó a Archilago y de las escaramuzas que se hicieron en el campo, y cómo fue acordado de decir el resultado de la guerra en un combate de siete por siete.
44.- De cómo fueron ofrecidas a la reina y al soldán Olorique las condiciones de la batalla de siete por siete, y cómo por consejo de la reina Licinia fue aceptada, y cómo Fileno fue al real a firmarlo por escritura y se aprestaron a entrar en ello el cerco los combatientes.
45.- Cómo fue dada orden para la batalla y enviados rehenes de una parte y otra y los caballeros entraron el campo.
46.- De cómo fue hecha la gran batalla de los siete caballeros por cada parte, maravillosa a los ojos de todo el mundo, y de lo que sucedió en ella y de cómo quedaron victoriosos los caballeros de la reina de Nicanor.
47.- De la alegría que fue hecha por la victoria de la reina y los suyos, y de las razones que pasaron entre la reina, Fileno y Archilago y de cómo él en cumplimiento de las condiciones de la batalla reintegró a la reina en su reino.
48.- De cómo fue planeado por medio de Alchidiana y del emperador el matrimonio entre la reina de Nicanor y Fileno, y cómo se acordó y se prepararon las bodas.
49.- De cómo se concluyeron las nupcias entre la reina de Nicanor y Fileno, y de cómo la reina se hizo secretamente cristiana por consejo de Alchidiana y del soldán Olorique, y de las fiestas que fueron hechas y cómo se dieron órdenes para preparar gente a fin de ir al imperio de Babilonia.
50.- De cómo Archilago llegó a la corte del nuevo soldán Arsamén su hermano junto con el rey de Organia, y los demás y le dieron cuenta del desventurado suceso de la guerra del reino de Nicanor, y de las alabanzas que hicieron de los caballeros vencedores.
51.- Del socorro que llegó al emperador Palmerín del soldán de Persia, marido de Zerfira, y de Tomano, marido de Belsima, y de cómo la reina de Tarsis, enterada de que en esta guerra estaba el emperador Palmerín en persona aprestó un gran socorro.
52.- Cómo los dos ejércitos vinieron frente al uno del otro, y de cómo se hicieron algunos combates notables, y de cómo la reina Amalantea fue a visitar a Palmerín, y de las palabras que pasaron entre elos, y cómo ella se complació mucho del caballero Gilandro.
53.- De la batalla que se hizo entre Arsamén y Olorique y del enfrentamiento hecha entre el emperador y la reina del Cáucaso y de lo que avino entre la reina y Gilandro, y de cómo fue firmada la tregua por ocho días entre Olorique y Arsamén para dar sepultura a los muertos.
54.- De lo que sucedió en la batalla entre la reina del Cáucaso y Gilandro, y de cómo después de muchos enfrentamiento y grande matanza fue derrotado el real de Arsamén y él muerto por mano del emperador.
55.- De cómo por la mañana siguiente fueron sepultados los muertos de una parte y de otra, y de cómo el soldán Olorique fue proclamado vencedor, y de la cortesía que usó con los enemigos vencidos, y de cómo hizo dar honrosa sepultura a los príncipes sus enemigos y de cómo al día siguiente se pusieron en camino hacia una noble ciudad del imperio.
56.- De cómo fue guarido Gilandro con gran compasión por la reina su señora y de cómo se concluyó el matrimonio entre ellos, y de cómo vinieron nuevas a la corte del soldán de la guerra del rey de Armenia, y de cómo Gilandro se aprestó con la reina Amalantea y el rey Fileno para ir en su socorro.
57.- Del socorro que fue al rey de Armenia, y de lo que ocurrió en esa guerra, y de cómo el emperador se quedó con el rey de Hungría en la corte del soldán Olorique, con ánimo de seguir su demanda.
58.- Del amor que la sabia Cleta tomó a la emperatriz y a la reina Armida, y del modo que tuvo para cumplir la promesa a su doncella y poder hacer que esas princesas fueran dejadas en libertad.
59.- De cómo la maga mandó a la doncella que tanto amaba a una ciudad vecina, y cómo fue presa por dos centauros y rescatada por el emperador y el rey Frisol, y cómo ella para mostrarles su gratitud por el beneficio recibido los condujo a hospedarse esa tarde con la maga su señora.
60.- De cómo después de haber estado allí quince días en gran placer y solaz el emperador y la emperatriz y los demás a ruego de la sabia Cleta, se partieron para regresar a Constantinopla por consejo de Muzabelín, que allí era llegado, y se tornaron por la mar.

## Reimpresiones
El Segundo libro de Palmerín de Oliva resultó muy exitoso, según se deduce del crecido número de reimpresiones que tuvo, todas en Venecia: 1573 (Farri), 1575 (Alaris), 1581 (sin datos del impresor), 1585 (Pietro Marinelli), 1592 (Simone Cornetti y hermanos), 1598 (Marcantonio Bonibelllo), 1603 (Lucio Spineda), 1606 (Lucio Spineda), 1611 (Lucio Spineda) y 1620 (Lucio Spineda).